# 33. korpus (Indija)
33. korpus je korpus Indijske kopenske vojske.

## Organizacija
Trenutna
- Poveljstvo
- 17. gorska divizija
- 20. gorska divizija
- 27. gorska divizija
- Artilerijska brigada